# Locomotiva FS 480
La locomotiva gruppo 480 era una locomotiva a vapore con tender delle Ferrovie dello Stato tra le più grandi e potenti del parco rotabili costruita per servizio merci pesante e su linee acclivi.

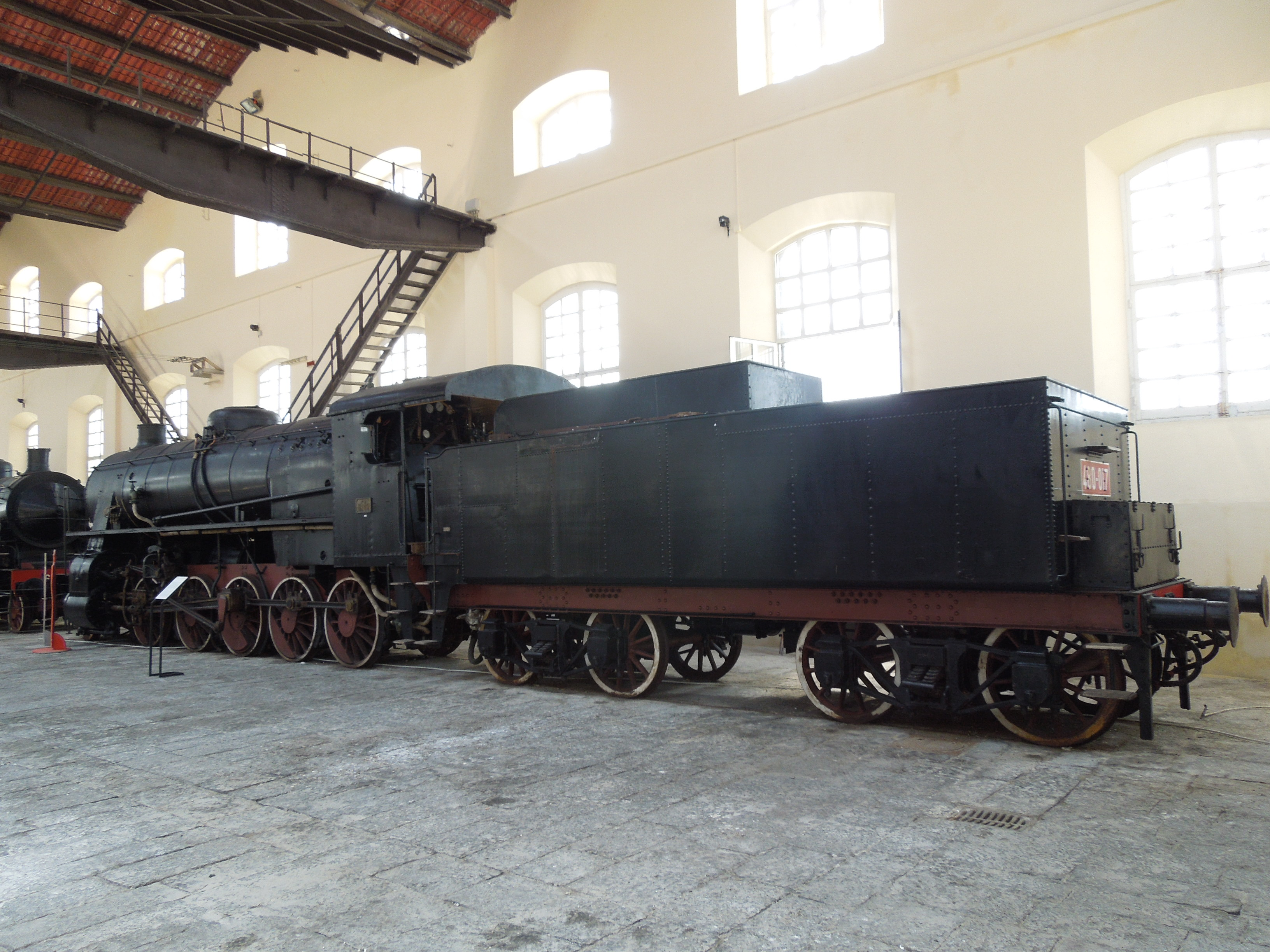
Locomotiva 480.017 vista lato tender Museo di Pietrarsa

## Storia
Alla fine della prima guerra mondiale vennero riprese le costruzioni di locomotive ferroviarie tenendo presente tuttavia la necessità di non aumentare i carichi assiali perché le linee erano uscite dal lungo e logorante periodo bellico in condizioni piuttosto precarie. Ciò spinse a produrre locomotive con un numero maggiore di assi allo scopo di contenere entro limiti accettabili il peso per asse.
I primi anni venti furono degli anni in cui iniziò il rinnovamento e potenziamento delle ferrovie come indirizzo dell'allora governo fascista: furono progettate e costruite locomotive potenti come le 480 le 744, per il traino dei pesanti treni merci, e veloci come le 691 per le linee e i treni viaggiatori del centro-nord.
Le locomotive del gruppo 480 furono inviate al Brennero allo scopo di sostituire le 10 482 (già gruppo austriaco BBÖ 580) che la Südbahn aveva costruito per le linee della Val Pusteria e del Brennero che erano rimaste entro i nuovi confini italiani dopo l'armistizio del 1918 a svolgervi servizio; le 480 infatti ne avevano ripresa l'impostazione progettuale di massima allo scopo di sostituirle risolvendo contemporaneamente i seri problemi di riparazione e manutenzione determinati dalla mancanza di ricambi.
Quando la linea venne elettrificata in trifase vennero trasferite in altri impianti; prestarono servizio sulla Porrettana, e in Sicilia, dove vennero assegnate al Deposito Locomotive di Catania che le impiegò sulla linea per Caltagirone, sulla linea per Caltanissetta e sulla linea per Regalbuto per i pesanti treni derrate della campagna agrumaria.
Una locomotiva 480, la 016, il 2 marzo del 1944 si trovava aggiunta in testa al treno 8017 protagonista del terribile incidente di Balvano sulla linea Battipaglia-Potenza in cui persero la vita 626 persone.

## Caratteristiche
La locomotiva del gruppo 480 era una locomotiva di rodiggio 1-5-0, a vapore surriscaldato, a 2 cilindri e semplice espansione con la potenza nominale di 1500 CV. Il tipo di distribuzione adottato è quello Walschaert. Il carrello di guida anteriore era il tipico carrello italiano.
Il suo peso in servizio era di 84,7 t, la velocità massima 70 km/ora. Venne impiegata per treni merci pesanti su linee particolarmente acclivi.

## Deposito locomotive di assegnazione
- Prima assegnazione sulla linea del Brennero fino all'elettrificazione. Successivamente:
- Deposito locomotive di Pistoia
- Deposito Locomotive di Salerno: Locomotive 480.001,003,006,007,008 e 016.
- Deposito Locomotive di Catania, il gruppo di locomotive assegnato vi rimase fino alla demolizione[3].

## Locomotive conservate
Al giorno d’oggi l’unico esemplare sopravvissuto del gruppo è la 480.017, che si trova esposta al Museo nazionale ferroviario di Pietrarsa